# Милан Благојевић Шпанац
Милан Благојевић Шпанац (Наталинци, код Тополе, 14. октобар 1905 — Глумач, код Ужичке Пожеге, 30. октобар 1941) био је учесник Шпанског грађанског рата и Народноослободилачке борбе и народни херој Југославије.

## Биографија
Рођен је 14. октобра 1905. године у селу Наталинци код Тополе. После завршетка основне школе изучио је металски занат. Између два светска рата истицао се у борби за интересе радничке класе, учествујући у организовању радничких штрајкова, против Шестојануарске диктатуре и експлоатације радника. Члан Комунистичке партије Југославије (КПЈ) постао је 1928. године.
По одлуци КПЈ 1935. године, био је упућен у Совјетски Савез, а 1937. године нашао се међу првима у Интернационалним бригадама на бојиштима Шпаније. У овом рату неколико пута је рањаван, а стекао је и чин поручника Шпанске републиканске армије.
После пораза Шпанске републике, прешао је у Француску, а затим се пребацио у Краљевину Југославију, где је илегално живео у Београду до окупације 1941. године.
Дан после напада Немачке на Совјетски Савез, напустио је свој илегални стан у Београду и отишао у Шумадију, где се активно укључује у припреме за устанак. Благојевић је био један од најактивнијих организатора партизанских јединица у Шумадији.
При формирању Првог шумадијског партизанског одреда, 1. јула 1941. године, постао је његов први командант. Овај одред је под његовом командом врло брзо ослободио већи део Шумадије, изузев Крагујевца, Тополе и Аранђеловца.
Одред је водио борбе с Немцима и њиховим квислинзима код Тополе, на Руднику, на прилазима Крагујевцу, у селима Јанковцу и Баничини. Први шумадијски одред је, за око три месеца борбе под његовом командом, разбио окупаторско-квислиншку власт у Шумадији и избацио из строја око пет стотина непријатељских војника.
Ноћу 27. октобра 1941. враћао се партизанским возом из Ужица, а на путу за Шумадију, ухватили су га четници Драгољуба Михаиловића и силом извукли из воза у Ужичкој Пожеги и после три дана мучења убили у селу Глумач.
Указом Председништва Антифашистичког већа народног ослобођења Југославије (АВНОЈ) 9. маја 1945, међу првим борцима Народноослободилачке војске, проглашен је за народног хероја.
У родним Наталинцима постоји његова кућа, која је проглашена за непокретно културно добро, као и спомен-парк са бистом и гробом Милана Благојевића и спомен плочама погинулим борцима НОВ-а и Црвене армије.

## Галерија
- Спомен биста и гроб Милана Благојевића
- Родна кућа Милана Благојевића у Наталинцима
- Орден народног хероја